# Алексеевка (Вадинский район)
Алексеевка — деревня в Вадинском районе Пензенской области России. Входит в состав Татаро-Лакинского сельсовета.

## География
Деревня находится в северо-западной части Пензенской области, в пределах восточной окраины Окско-Донской низменности, в лесостепной зоне, на левом берегу реки Лаки, на расстоянии примерно 10 километров (по прямой) к северо-западу от Вадинска, административного центра района. Абсолютная высота — 177 метров над уровнем моря.
Климат
Климат характеризуется как умеренно континентальный. Средняя температура воздуха самого холодного месяца (января) составляет −11,5 °C (абсолютный минимум — −44 °С); самого тёплого месяца (июля) — 19,5 °C (абсолютный максимум — 38 °С). Продолжительность безморозного периода составляет 133 дня. Годовое количество атмосферных осадков — 467 мм. Снежный покров держится в среднем 141 день.

## История
Возникла в период между 1763 и 1782 годами, как поселение государственных и помещичьих крестьян. В 1783 году часть села показана за помещицей Елизаветой Алексеевной Ронцовой.
По состоянию на 1911 год в Алексеевке, относившейся к Сергиево-Поливановской волости Керенского уезда, имелись: два крестьянских общества и 27 дворов. Население деревни того периода составляло 157 человек. В 1926 году — центр сельсовета. По данным 1955 года в деревне действовал колхоз имени Калинина.

## Население
| 2010 |
| ---- |
| 22   |

Половой состав
По данным Всероссийской переписи населения 2010 года в гендерной структуре населения мужчины составляли 50 %, женщины — соответственно также 50 %.
Национальный состав
Согласно результатам переписи 2002 года, в национальной структуре населения русские составляли 100 % из 31 чел.

## Улицы
Уличная сеть деревни состоит из одной улицы (ул. Лесная).